# Кузьменко, Борис Терентьевич
Борис Терентьевич Кузьменко (28 августа 1930, Песчаный Брод, Зиновьевский округ — 29 марта 2017) — начальник строительного управления «Днепрострой», город Запорожье, Герой Социалистического Труда.

## Биография
Родился 28 августа 1930 года в селе Песчаный Брод (ныне — Кировоградской области Украины). Украинец. Член КПСС с 1960 года. Окончил 7 классов, Одесский техникум железнодорожного транспорта. В 1951 году поступил в Одесский гидротехнический институт на факультет гидротехнического строительства и гидроэлектростанций.
В 1956 году направлен на строительство Бухтарминской гидроэлектростанции на реке Иртыш. Работал мастером, прорабом, начальником участка. В 1960 году переведён на строительство Уйденской оросительной системы, а в 1962 году назначен главным инженером строительства канала Иртыш-Караганда.
В 1963—1967 годах Б. Т. Кузьменко работал в Дагестане на строительстве Чиркейской ГЭС на реке Сулак. В феврале 1967 года он назначен начальником управления «Ондагэсстрой» в Карелии, где строил Палокоргскую ГЭС на реке Нижний Выг и Путкинскую и Падужемскую гидроэлектростанции на реке Кемь.
В 1972 году Кузьменко назначен начальником управления строительства второй очереди «Днепрогэс», а в 1976 году — начальником управления «Днепрострой» в городе Запорожье. Под его руководством в Запорожье построены однокамерный шлюз, мост через Днепр в северной части острова Хортица, электроаппаратный и энергомеханический заводы, завод сверхмощных трансформаторов, причал, карьерное хозяйство, жилые кварталы, объекты социального, культурного и бытового назначения. Кроме того строительные объекты «Днепростроя» находились в Крыму, Московской, Смоленской, Николаевской, Черновицкой и Черкасской областях.
Указом Президиума Верховного Совета СССР от 12 сентября 1980 года Кузьменко Борис Терентьевич удостоен звания Героя Социалистического Труда.
С 1993 года Б. Т. Кузьменко — на пенсии.
Награждён орденами Ленина, Октябрьской Революции, Трудового Красного Знамени, Знак Почёта. Завоевал золотую и серебряную медали ВДНХ СССР.